# Jennifer Karnott
Jennifer Karnott (* 4. März 1995 in Birkesdorf) ist eine deutsche Badmintonspielerin. 

## Karriere
Jennifer Karnott erkämpfte sich erste internationale Erfolge bei der Badminton-Jugendeuropameisterschaft 2011, wo sie Bronze im Mixed erkämpfen konnte. 2011, 2012 und 2013 startete sie bei den Badminton-Juniorenweltmeisterschaften. Im letztgenannten Jahr siegte sie auch bei den Belgian Juniors im Mixed. 2014 belegte sie Rang drei im Damendoppel bei den deutschen Meisterschaften der Erwachsenen. Außerhalb ihrer Heimat wurde sie Zweite bei den Turkey International 2012. Karnott spielte bis 2011 beim 1. BC Düren und wechselte danach zur SpVgg Sterkrade-Nord.